# 3-Fitaza
3-Fitaza (EC 3.1.3.8, 1-fitaza, fitaza, fitatna 1-fosfataza, fitatna 6-fosfataza) je enzim sa sistematskim imenom mio-inozitol-heksakisfosfat 3-fosfohidrolaza. Ovaj enzim katalizuje sledeću hemijsku reakciju
mio-inozitol heksakisfosfat + 2O {\displaystyle \rightleftharpoons } 1D-mio-inozitol 1,2,4,5,6-pentakisfosfat + fosfat

## Spoljašnje veze
- 3-phytase на 